# Bulbonaricus
Bulbonaricus es un género de pez de la familia Syngnathidae en el orden de los Syngnathiformes.

## Especies
Las especies de este género son:
- Bulbonaricus brauni (Dawson & Allen, 1978)
- Bulbonaricus brucei Dawson, 1984
- Bulbonaricus davaoensis (Herald, 1953)